# Dyskografia King Crimson
Poniższa lista obejmuje dyskografię brytyjskiego zespołu rocka progresywnego King Crimson. Lista obejmuje trzynaście albumów studyjnych, dwadzieścia pięć albumów koncertowych, osiem kompilacji, czternaście singli, trzy minialbumy i sześć albumów wideo.

## Albumy studyjne
| Rok                            | Tytuł                                                                                   | Pozycja na liście | Pozycja na liście | Pozycja na liście | Pozycja na liście | Pozycja na liście | Pozycja na liście | Certyfikat                    |
| Rok                            | Tytuł                                                                                   | USA               | GBR               | CAN               | DEU               | JPN               | POL               | Certyfikat                    |
| ------------------------------ | --------------------------------------------------------------------------------------- | ----------------- | ----------------- | ----------------- | ----------------- | ----------------- | ----------------- | ----------------------------- |
| 1969                           | In the Court of the Crimson King - Data: 10 października 1969 - Wydawca: Island Records | 28                | 5                 | 27                | –                 | 81                | 41                | - RIAA: złoto - CRIA: platyna |
| 1970                           | In the Wake of Poseidon - Data: 15 maja 1970 - Wydawca: Island Records                  | 31                | 4                 | 28                | –                 | 226               | –                 |                               |
| 1970                           | Lizard - Data: grudzień 1970 - Wydawca: Island Records                                  | 113               | 26                | 60                | –                 | 170               | –                 |                               |
| 1971                           | Islands - Data: grudzień 1971 - Wydawca: Island Records                                 | 76                | 30                | 52                | –                 | 179               | –                 |                               |
| 1973                           | Larks’ Tongues in Aspic - Data: 23 marca 1973 - Wydawca: Island Records                 | 61                | 20                | 56                | –                 | 281               | –                 |                               |
| 1974                           | Starless and Bible Black - Data: 29 marca 1974 - Wydawca: Island Records                | 66                | 28                | 75                | –                 | –                 | –                 |                               |
| 1974                           | Red - Data: listopad 1974 - Wydawca: Island Records                                     | 66                | 45                | –                 | –                 | 92                | –                 |                               |
| 1981                           | Discipline - Data: wrzesień 1981 - Wydawca: Warner Bros. Records                        | 45                | 41                | 18                | –                 | –                 | –                 |                               |
| 1982                           | Beat - Data: 18 czerwca 1982 - Wydawca: Warner Bros. Records                            | 52                | 39                | 47                | –                 | –                 | –                 |                               |
| 1984                           | Three of a Perfect Pair - Data: 27 marca 1984 - Wydawca: Warner Bros. Records           | 58                | 30                | 43                | –                 | –                 | –                 |                               |
| 1995                           | THRAK - Data: 25 kwietnia 1995 - Wydawca: Virgin Records                                | 83                | 58                | –                 | –                 | –                 | –                 |                               |
| 2000                           | The ConstruKction of Light - Data: 23 maja 2000 - Wydawca: Virgin Records               | –                 | 129               | –                 | 67                | 31                | –                 |                               |
| 2003                           | The Power to Believe - Data: 4 marca 2003 - Wydawca: Sanctuary Records                  | 150               | 162               | –                 | 65                | 40                | 18                |                               |
| "–" pozycja nie była notowana. |                                                                                         |                   |                   |                   |                   |                   |                   |                               |

## Albumy koncertowe
- 1972 Earthbound
- 1975 USA
- 1992 The Great Deceiver (nagrano w 1973–1974)
- 1995 B’Boom: Live in Argentina (nagrano w 1994)
- 1996 THRaKaTTaK (nagrano w 1995)
- 1997 Epitaph (nagrano w 1969)
- 1998 The Night Watch (nagrano w 1973)
- 1998 Absent Lovers: Live in Montreal 1984 (nagrano w 1984)
- 1999 Cirkus. The Young Persons’ Guide to King Crimson Live (nagrano w latach 1969–1998)
- 1999 King Crimson on Broadway (nagrano w 1995)
- 1999 Live in Mexico City (nagrano w 1996)
- 1999 The ProjeKcts (nagrano w 1997–1999)
- 1999 The Deception of the Thrush: A Beginners’ Guide to ProjeKcts (nagrano w 1997–1999)
- 2000 A Beginners’ Guide to the King Crimson Collectors’ Club (nagrano w 1969–1998)
- 2000 Heavy ConstruKction
- 2001 VROOOM VROOOM (nagrano w 1995–1996)
- 2002 Ladies of the Road (nagrano w 1971–1972)
- 2003 EleKtrik: Live in Japan
- 2003 The Power to Believe Tour Box

## Albumy kompilacyjne
- 1976 A Young Person’s Guide to King Crimson (2LP)
- 1986 The Compact King Crimson
- 1991 The Abbreviated King Crimson: Heartbeat
- 1991 The Essential King Crimson: Frame by Frame (4CD)
- 1993 Sleepless: The Concise King Crimson
- 2004 The 21st Century Guide to King Crimson – Volume One: 1969–1974
- 2005 The 21st Century Guide to King Crimson – Volume Two: 1981–2003
- 2006 The Condensed 21st Century Guide To King Crimson: 1969–2003

## Single i EP-ki
- 1970 Cat Food/Groon
- 1973 Atlantic Sampler
- 1974 The Night Watch/The Great Deceiver
- 1976 Epitaph/21st Century Schizoid Man
- 1981 Matte Kudasai
- 1981 Elephant Talk
- 1981 Thela Hun Ginjeet
- 1982 Heartbeat
- 1984 Three of a Perfect Pair/Man With an Open Heart
- 1984 Sleepless
- 1994 VROOOM (EP)
- 1995 Dinosaur
- 1995 People
- 1995 Sex Sleep Eat Drink Dream
- 2001 Level Five (EP)
- 2002 Happy with What You Have to Be Happy with (EP)

## Wideografia
| 1984                           | The Noise: Frejus (VHS) - Data: 1984 - Wydawca: Discipline Global Mobile                      | –   |
| 1984                           | Three of a Perfect Pair: Live in Japan (VHS) - Data: 1984 - Wydawca: Discipline Global Mobile | –   |
| 1996                           | Live in Japan (VHS) - Data: 26 listopada 1996 - Wydawca: Discipline Global Mobile             | –   |
| 1999                           | Deja VROOOM (DVD) - Data: 26 stycznia 1999 - Wydawca: Discipline Global Mobile                | 20  |
| 2003                           | Eyes Wide Open (DVD) - Data: 7 października 2003 - Wydawca: Sanctuary Records                 | –   |
| 2004                           | Neal and Jack and Me (DVD) - Data: 31 sierpnia 2004 - Wydawca: Discipline Global Mobile       | 169 |
| "–" pozycja nie była notowana. |                                                                                               |     |